# Tom Sykes
Thomas Edward Sykes (Huddersfield, 19 agosto 1985) è un pilota motociclistico britannico, campione mondiale Superbike nel 2013.

## Carriera
Inizia a competere in campionati di rilievo nel 2003, quando prende parte a due gare del campionato britannico Superbike con il team Rizla Suzuki, totalizzando due punti. Lo stesso anno esordisce in campo internazionale partecipando come wildcard al campionato mondiale Supersport con una Yamaha YZF R6 del team Northpoint chiudendo al dodicesimo posto la gara svoltasi a Brands Hatch, grazie ai quattro punti raccolti riesce a classificarsi trentunesimo nella classifica piloti.

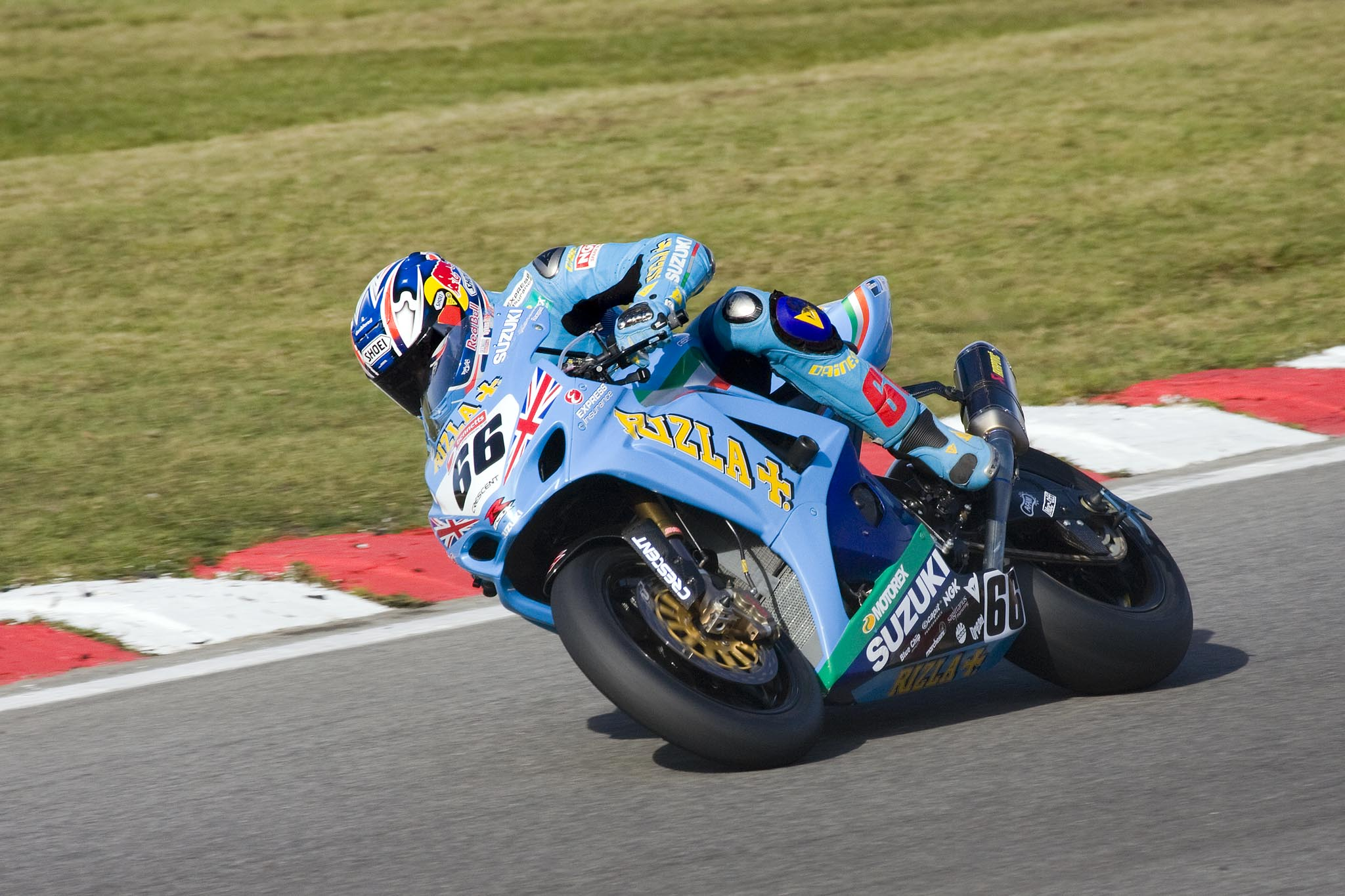
Sykes con la GSXR-1000K8 del team Rizla Suzuki nel Campionato Britannico Superbike.

 Nel 2005 inizia a partecipare al campionato britannico Supersport come pilota titolare, posizione che mantiene anche nel 2006 quando arriva secondo nella graduatoria finale del campionato. Sempre nel 2006 corre nella GSX-R Cup, realizzando una vittoria e 45 punti totali che gli valgono la settima piazza nella classifica generale.
Nel 2007 ritorna nel campionato britannico Superbike, questa volta però corre tutta la stagione con una Honda del team Stobart Vent Axia Motorsport a fianco del campione British Superbike 2003 Shane Byrne, con la quale chiude sesto in campionato con 279 punti, finendo 18 dei primi 20 round realizzando anche cinque podi ed una pole position quali posizionamenti di rilievo. Continua a correre in Gran Bretagna nella categoria nazionale Superbike anche nel 2008, ma passa al team Rizla Suzuki, lo stesso che gli permise di partecipare al campionato britannico per la prima volta nel 2003, e con il quale chiude quarto con 316 punti il campionato, riuscendo a vincere anche tre gare e a centrare quattro podi, finendo 2 punti dietro il connazionale Cal Crutchlow.
Il 3 agosto 2008 in occasione del Gran Premio di Brands Hatch Tom Sykes fa il suo esordio, in qualità di wild card, nel campionato mondiale Superbike con una Suzuki GSX-R1000 k del team Rizla Suzuki (con la stessa moto e lo stesso team prende parte al campionato britannico Superbike), qualificatosi in sesta posizione nella superpole svoltasi il giorno precedente, si ritira in gara 1 causa rottura del radiatore quando era in lotta per le prime posizioni e conclude in settima posizione gara 2. Il 7 settembre 2008 partecipa al Gran Premio di Donington in quanto gli viene assegnata dagli organizzatori un'altra wild card, qualificatosi in settima posizione nella superpole, si piazza secondo in gara 1 ottenendo il suo primo podio nel mondiale, anche se la gara viene sospesa anzi tempo causa pioggia quando era in lotta per la prima posizione con Troy Bayliss, mentre è decimo in gara 2. Conclude la stagione 2008 in ventunesima posizione nella classifica generale con 35 punti, prendendo parte però solo a 4 gare delle quali solo 3 portate a termine.
Il 12 settembre 2008 viene annunciato l'ingaggio nel team Yamaha World Superbike per correre nel campionato mondiale Superbike del 2009 con una R1 ufficiale, con la possibilità di estendere tale contratto fino al 2010, a seconda dei risultati ottenuti nel corso della stagione. Nel team italiano trova come compagno di squadra il pluricampione AMA Superbike, l'americano Ben Spies.

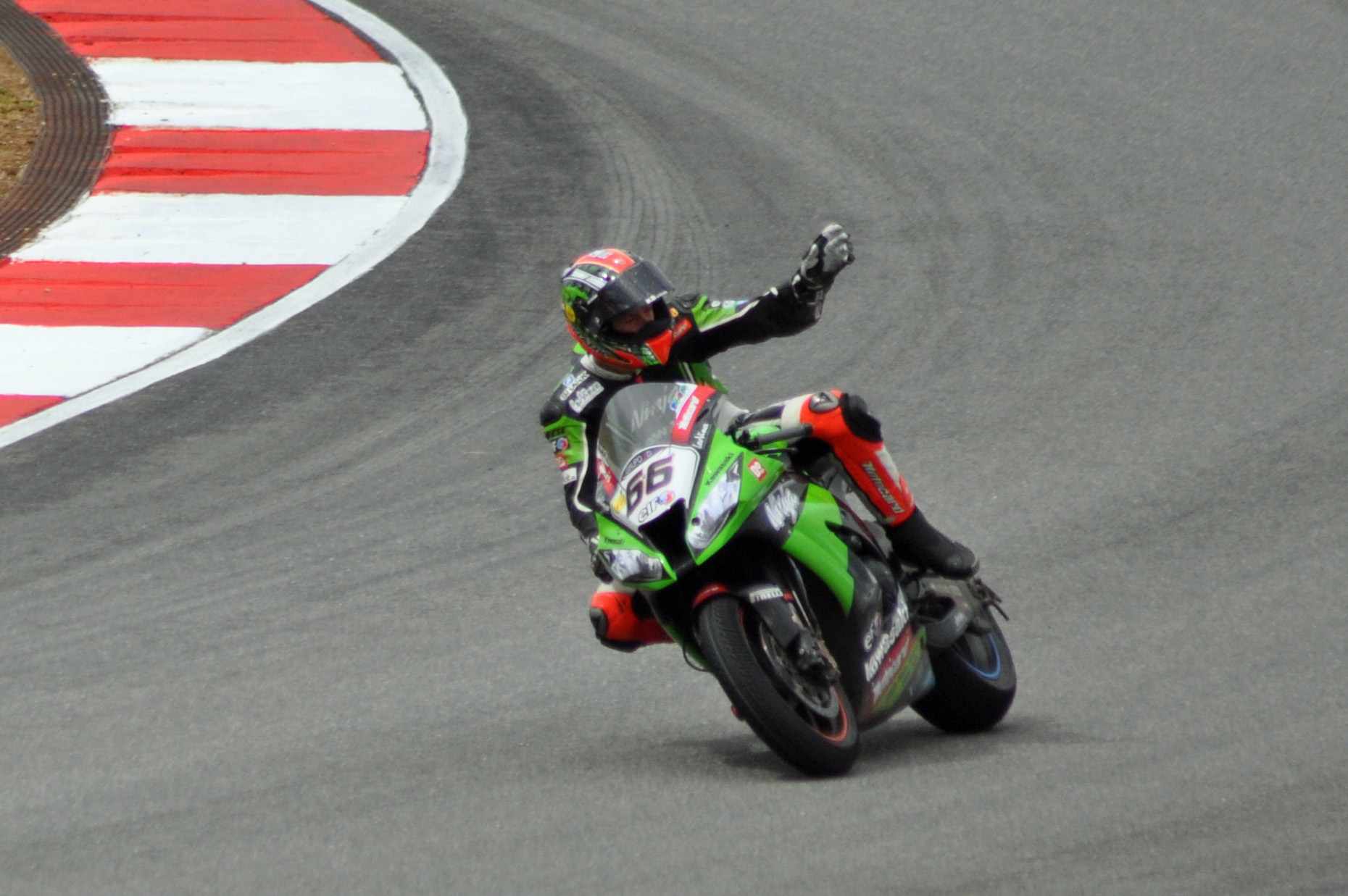
Tom Sykes durante la stagione Superbike 2012 a bordo della sua Kawasaki sul circuito di Algarve, in Portogallo.

Conclude la sua prima stagione completa al nono posto nella classifica generale con 176 punti, ottenendo come miglior risultato in gara il quarto posto in gara 1 nel Gran Premio d'Olanda tenutosi sul circuito di Assen. Il 20 ottobre 2009 viene annunciata la sua partecipazione nel 2010 al campionato mondiale Superbike con una Kawasaki ZX 10R del team ufficiale Kawasaki Racing. Nella graduatoria piloti si classifica 14º con 106 punti, risultando il migliore dei piloti con moto Kawasaki, da segnalare l'ottima prestazione al GP d'Italia ad Imola dove ottiene la superpole ed il quarto posto in gara 2.
Dal 2009 al 2011, la squadra ufficiale Kawasaki è stata gestita dal team Paul Bird Motorsport; proprio nell'ultima di queste tre stagioni con la prima vittoria ottenuta da Tom Sykes realizzata al Nürburgring la Kawasaki ritorna al successo nel mondiale Superbike a distanza di 5 anni dall'ultima affermazione di Chris Walker ad Assen nel 2006. Sykes ha anche fatto un'apparizione come wildcard con il team nel campionato britannico Superbike a Brands Hatch.
Resta nel team Kawasaki Racing anche per il 2011 e nel Gran Premio di San Marino conquista la sua seconda pole position nel mondiale Superbike, seguita dalla prima vittoria nella categoria, ottenuta in occasione del GP disputatosi in Germania; riesce a migliorare i riscontri della stagione precedente, finendo tredicesimo nel mondiale con 141 punti. Nel 2012, rimasto nella stessa squadra, ottiene nove superpole, tredici podi e quattro vittorie, concludendo il campionato al secondo posto a soli 0,5 punti da Max Biaggi. Sykes risulta a fine campionato il pilota con più posizionamenti a podio (tredici contro gli undici dei rivali Max Biaggi e Marco Melandri, rispettivamente primo e terzo nella classifica finale del campionato) ma, complici tre ritiri e risultati incostanti, il britannico chiude in seconda posizione.

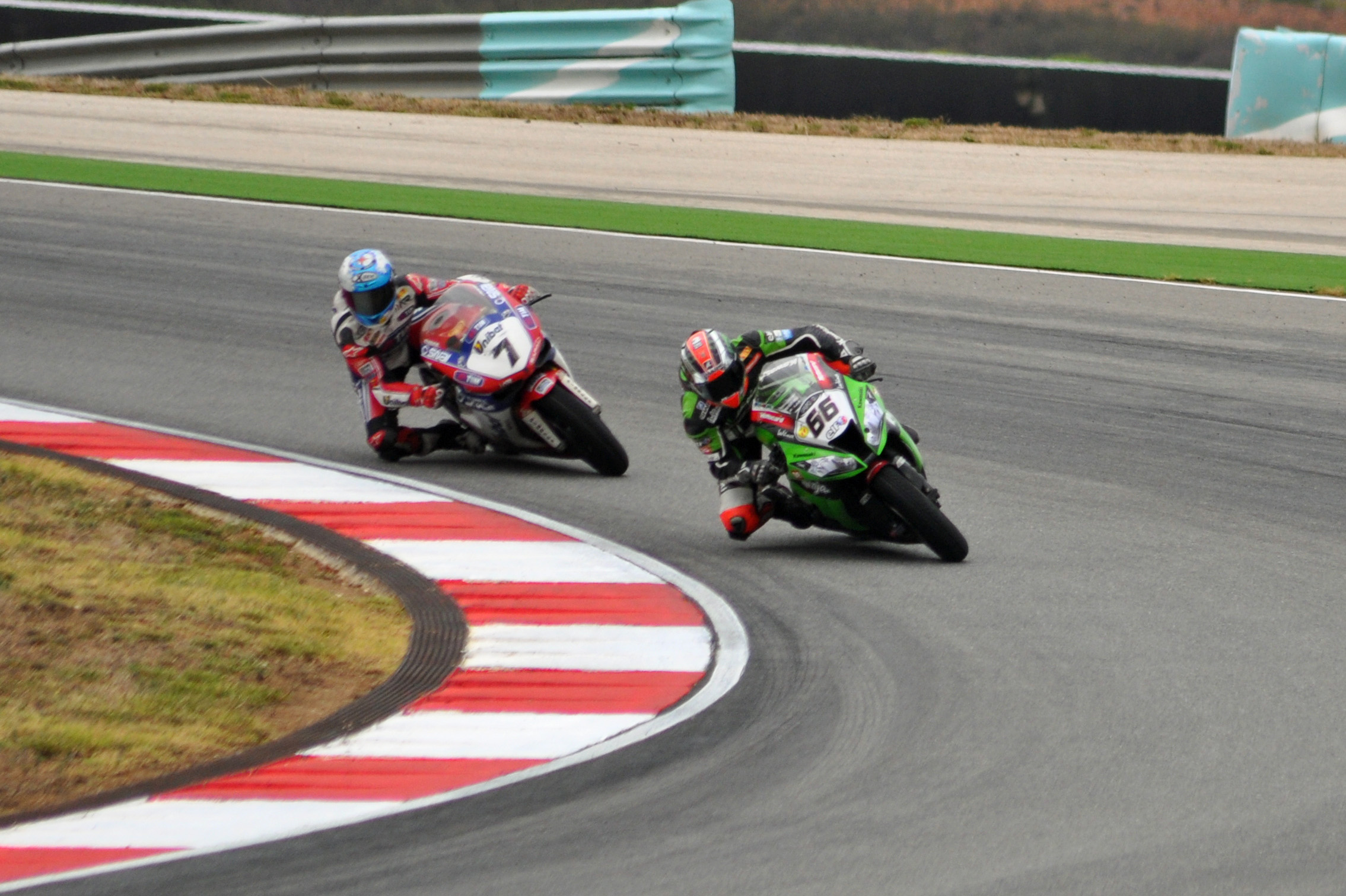
Tom Sykes (66) con la sua Kawasaki davanti a Carlos Checa (7) su Ducati.

Nel 2013 corre ancora con i colori Kawasaki e inizia il campionato con due quinti posti nel Gran Premio di Phillip Island, causa anche l'aver corso con costole e polso rotti, per poi inanellare una serie di podi e vittorie consecutive, tra cui due doppiette a Donington e Imola. Questa serie di risultati positivi sarà interrotta solamente da due ritiri dovuti a guasti meccanici della sua Kawasaki, di cui uno sul circuito di Mosca in cui la moto prese fuoco, e da una mancata classificazione in gara due a Portimão, corsa condizionata da una caduta avvenuta durante il giro di schieramento in griglia. Sykes rimase secondo in campionato dietro al francese Sylvain Guintoli sino alla nona prova del campionato disputata a Silverstone, merito dell'elevata costanza di risultati del pilota francese durante la prima parte della stagione e ad un'ottima gestione del vantaggio accumulato da parte dello stesso Guintoli, che pur avendo vinto una sola volta nel 2013, mantenne a lungo la testa della classifica.
Durante la seconda parte della stagione, dal Gran Premio di Mosca in poi, Sykes non otterrà la stessa costanza mostrata precedentemente ma, pur mettendo a segno risultati un po' altalenanti, riuscirà a conquistare comunque quattro primi posti, tra cui una doppietta sul circuito di Magny-Cours, e quattro ulteriori podi. A fine stagione il britannico concluderà il campionato con tre doppiette, nove primi posti, un totale di diciotto podi, otto pole position e tredici giri veloci. Percorrerà inoltre ben 255 giri totali in testa e ritoccherà il giro veloce in sei circuiti differenti.
Il 20 ottobre 2013 si laurea campione del mondo Superbike con il terzo posto ottenuto in gara 1 a Jerez, staccando a fine campionato i suoi principali inseguitori Eugene Laverty e Sylvain Guintoli rispettivamente di 23 e 45 punti, e dando alla Kawasaki il suo secondo titolo mondiale in Superbike, riportando la casa di Kōbe al vertice del campionato esattamente vent'anni dopo il titolo del 1993 conquistato dallo statunitense Scott Russell. La vittoria di Sykes in gara 1 a Magny Cours ha inoltre portato il 50º successo nel mondiale Superbike per la Kawasaki, quarto costruttore a raggiungere questo traguardo dopo Ducati, Honda e Yamaha.
Comincia la stagione 2014, sempre in Kawasaki, con un terzo posto in gara 2 a Philip Island, centrando poi una doppietta nel gran premio di Aragon, in Spagna e finendo rispettivamente secondo e quarto ad Assen, mentre ad Imola giunge terzo in gara uno. A Donington, nel gran premio del Regno Unito, dopo due partenze difficili dalla settima casella rimonta e centra la seconda doppietta della stagione; in gara uno alla fine di una serie di sorpassi e controsorpassi con il compagno di squadra Loris Baz, mentre in gara due con un doppio sorpasso ai danni di Baz e Guintoli. A Sepang durante il Gran Premio della Malesia finisce a terra in gara 1 assieme ad altri piloti per una manovra azzardata del compagno di squadra Baz, mentre taglia il traguardo in terza posizione in gara 2. Rimane in testa al mondiale per quasi tutta la stagione, salvo poi essere superato nel gran Premio finale in Qatar da Sylvain Guintoli, su Aprilia, che vincendo entrambe le gare lo scavalca di sei punti.
Nel 2015 rimane nello stesso team. Sykes vince quattro gran premi e si piazza terzo nel mondiale, dietro il suo compagno di team Jonathan Rea e al pilota della Ducati Chaz Davies. I suoi punti aiutano la squadra a portare a casa per la prima volta anche il titolo costruttori. Nel 2016 rimane nello stesso team, vincendo cinque gran premi e ottenendo per otto volte la superpole. Conclude la stagione al secondo posto, alle spalle del suo compagno di team Jonathan Rea. Anche in questa stagione contribuisce alla conquista del titolo costruttori di Kawasaki.
Nel 2017 Sykes inizia la sua ottava stagione consecutiva come pilota Kawasaki. Il compagno di squadra è ancora Jonathan Rea. In questa stagione è costretto a saltare il Gran Premio di Portogallo a Portimão a causa di una lussazione e ad una frattura al dito mignolo della mano sinistra rimediato con una caduta nel terzo turno di prove libere. Chiude la stagione al terzo posto in classifica piloti con 373 punti ottenuti. Nel 2018 è nuovamente pilota titolare nel mondiale Superbike. Chiude la stagione al quarto posto in classifica piloti con 314 punti all'attivo. Nel 2019 si trasferisce al team BMW, alla guida della nuova versione della S1000RR. Il nuovo compagno di squadra è Markus Reiterberger. Riporta BMW in pole position in occasione del Gran Premio di Gran Bretagna, ottiene inoltre quattro piazzamenti a podio e chiude la stagione all'ottavo posto in classifica mondiale. Nel 2020 è nuovamente pilota ufficiale BMW. Il compagno di squadra è Eugene Laverty. Conquista la superpole nell'evento inaugurale in Australia e conclude la stagione al dodicesimo posto in classifica mondiale. Continua con lo stesso team anche nel 2021, in questa stagione è costretto a saltare il Gran Premio di Jerez a causa di un infortunio accorso nell'evento precedente. Il suo posto in squadra viene preso da Eugene Laverty. Rientra per il Gran Premio finale a Mandalika concludendo la stagione, impreziosita dal doppio podio a Donington e dalla superpole al Montmelò, all'undicesimo posto in classifica piloti.
Nel 2022 è pilota titolare nel campionato britannico Superbike con una Ducati Panigale V4R del team Paul Bird Motorsport, ottiene una vittoria a Donington. Nel 2023 torna nel mondiale Superbike come pilota titolare con Puccetti Racing, dopo la rescissione del contratto disputa qualche gara come pilota sostitutivo con BMW Motorrad. I punti conquistati gli consentono di classificarsi ventesimo nel mondiale e quattordicesimo nel Trofeo Indipendenti.
Celebre la sua storica rivalità in Superbike con il collega Jonathan Rea, il pilota inglese ha però più volte ribadito che fuori dalla pista tra i due c'è sempre stato un rapporto di grande amicizia e rispetto

## Risultati in gara

### Campionato mondiale Supersport
| 2003 | Moto   |  |  |  |  |  |  |  |    |  |  |  |  | Punti | Pos. |
| ---- | ------ |  |  |  |  |  |  |  | -- |  |  |  |  | ----- | ---- |
| 2003 | Yamaha |  |  |  |  |  |  |  | 12 |  |  |  |  | 4     | 31º  |

| Legenda | 1º posto        | 2º posto            | 3º posto           | A punti      | Senza punti        | Grassetto – Pole position Corsivo – Giro più veloce |
| Legenda | Gara non valida | Non qual./Non part. | Ritirato/Non class | Squalificato | '-' Dato non disp. | Grassetto – Pole position Corsivo – Giro più veloce |

### Campionato mondiale Superbike
| 2008 | Moto   |  |  |  |  |  |  |  |  |  |  |  |  |  |  |  |  |  |  |     |   |   |    |  |  |  |  |  |  | Punti | Pos. |
| ---- | ------ |  |  |  |  |  |  |  |  |  |  |  |  |  |  |  |  |  |  | --- | - | - | -- |  |  |  |  |  |  | ----- | ---- |
| 2008 | Suzuki |  |  |  |  |  |  |  |  |  |  |  |  |  |  |  |  |  |  | Rit | 7 | 2 | 10 |  |  |  |  |  |  | 35    | 21º  |

| 2009 | Moto   |    |    |   |   |   |    |   |   |   |   |    |   |    |   |   |   |     |   |     |   |   |   |   |    |     |     |    |    | Punti | Pos. |
| ---- | ------ | -- | -- | - | - | - | -- | - | - | - | - | -- | - | -- | - | - | - | --- | - | --- | - | - | - | - | -- | --- | --- | -- | -- | ----- | ---- |
| 2009 | Yamaha | 10 | 10 | 7 | 5 | 7 | 10 | 4 | 6 | 6 | 6 | 10 | 9 | 13 | 9 | 8 | 7 | Rit | 5 | Rit | 7 | 9 | 8 | 9 | 12 | Rit | Rit | NP | NP | 176   | 9º   |

| 2010 | Moto     |    |     |    |    |    |    |    |     |   |   |    |    |    |    |    |    |    |     |    |    |   |   |   |   |   |    |  |  | Punti | Pos. |
| ---- | -------- | -- | --- | -- | -- | -- | -- | -- | --- | - | - | -- | -- | -- | -- | -- | -- | -- | --- | -- | -- | - | - | - | - | - | -- |  |  | ----- | ---- |
| 2010 | Kawasaki | 13 | Rit | 15 | 13 | 11 | 15 | 12 | Rit | 9 | 5 | 16 | 14 | 13 | 14 | 15 | 16 | 11 | Rit | 18 | 14 | 5 | 7 | 6 | 4 | 8 | 11 |  |  | 106   | 14º  |

| 2011 | Moto     |   |   |     |    |    |    |    |    |   |    |   |    |   |     |    |    |    |    |    |   |   |     |    |     |   |     |  |  | Punti | Pos. |
| ---- | -------- | - | - | --- | -- | -- | -- | -- | -- | - | -- | - | -- | - | --- | -- | -- | -- | -- | -- | - | - | --- | -- | --- | - | --- |  |  | ----- | ---- |
| 2011 | Kawasaki | 8 | 9 | Rit | 12 | 14 | 11 | 13 | 11 | 6 | 10 | 4 | 14 | 5 | Rit | 10 | 14 | NP | NP | 11 | 1 | 4 | Rit | 10 | Rit | 8 | Rit |  |  | 141   | 13º  |

| 2012 | Moto     |   |   |   |   |     |   |    |   |   |   |   |   |   |   |     |   |   |   |   |    |   |   |   |   |   |     |   |   | Punti | Pos. |
| ---- | -------- | - | - | - | - | --- | - | -- | - | - | - | - | - | - | - | --- | - | - | - | - | -- | - | - | - | - | - | --- | - | - | ----- | ---- |
| 2012 | Kawasaki | 4 | 3 | 2 | 2 | Rit | 6 | AN | 1 | 3 | 3 | 8 | 5 | 4 | 7 | Rit | 8 | 2 | 2 | 8 | 12 | 1 | 2 | 4 | 5 | 1 | Rit | 3 | 1 | 357,5 | 2º   |

| 2013 | Moto     |   |   |     |   |   |   |   |   |   |   |   |     |   |   |     |    |    |   |   |   |   |   |   |   |   |   |   |   | Punti | Pos. |
| ---- | -------- | - | - | --- | - | - | - | - | - | - | - | - | --- | - | - | --- | -- | -- | - | - | - | - | - | - | - | - | - | - | - | ----- | ---- |
| 2013 | Kawasaki | 5 | 5 | Rit | 3 | 1 | 2 | 2 | 3 | 1 | 1 | 3 | Rit | 1 | 1 | Rit | AN | 11 | 7 | 1 | 4 | 3 | 2 | 1 | 4 | 1 | 1 | 3 | 2 | 447   | 1º   |

| 2014 | Moto     |   |   |   |   |   |   |   |   |   |   |     |   |   |   |   |   |   |   |   |   |   |   |   |   |  |  |  |  | Punti | Pos. |
| ---- | -------- | - | - | - | - | - | - | - | - | - | - | --- | - | - | - | - | - | - | - | - | - | - | - | - | - |  |  |  |  | ----- | ---- |
| 2014 | Kawasaki | 7 | 3 | 1 | 1 | 2 | 4 | 3 | 5 | 1 | 1 | Rit | 3 | 1 | 1 | 1 | 8 | 3 | 1 | 5 | 3 | 4 | 4 | 3 | 3 |  |  |  |  | 410   | 2º   |

| 2015 | Moto     |   |   |   |   |   |     |   |   |   |   |   |   |   |   |   |   |   |   |   |    |   |   |   |   |   |   |  |  | Punti | Pos. |
| ---- | -------- | - | - | - | - | - | --- | - | - | - | - | - | - | - | - | - | - | - | - | - | -- | - | - | - | - | - | - |  |  | ----- | ---- |
| 2015 | Kawasaki | 6 | 4 | 3 | 5 | 3 | Rit | 5 | 5 | 2 | 2 | 1 | 1 | 2 | 8 | 1 | 5 | 2 | 2 | 5 | 14 | 1 | 5 | 2 | 3 | 3 | 3 |  |  | 399   | 3º   |

| 2016 | Moto     |   |   |   |   |   |   |     |   |   |   |   |   |   |   |   |   |   |   |   |    |   |   |   |   |   |   |  |  | Punti | Pos. |
| ---- | -------- | - | - | - | - | - | - | --- | - | - | - | - | - | - | - | - | - | - | - | - | -- | - | - | - | - | - | - |  |  | ----- | ---- |
| 2016 | Kawasaki | 5 | 6 | 2 | 1 | 3 | 2 | Rit | 2 | 3 | 3 | 1 | 8 | 1 | 1 | 2 | 2 | 2 | 1 | 2 | 12 | 3 | 3 | 2 | 3 | 4 | 2 |  |  | 447   | 2º   |

| 2017 | Moto     |   |   |   |   |   |   |   |   |   |   |   |   |   |   |   |   |   |   |    |    |   |   |   |   |   |     |  |  | Punti | Pos. |
| ---- | -------- | - | - | - | - | - | - | - | - | - | - | - | - | - | - | - | - | - | - | -- | -- | - | - | - | - | - | --- |  |  | ----- | ---- |
| 2017 | Kawasaki | 3 | 6 | 3 | 2 | 3 | 4 | 2 | 2 | 4 | 3 | 1 | 2 | 1 | 3 | 3 | 2 | 3 | 4 | NP | NP | 3 | 7 | 3 | 5 | 6 | Rit |  |  | 373   | 3º   |

| 2018 | Moto     |   |   |   |     |   |   |   |   |   |   |   |   |   |    |   |   |   |   |   |   |   |   |   |   |   |    |  |  | Punti | Pos. |
| ---- | -------- | - | - | - | --- | - | - | - | - | - | - | - | - | - | -- | - | - | - | - | - | - | - | - | - | - | - | -- |  |  | ----- | ---- |
| 2018 | Kawasaki | 2 | 4 | 6 | Rit | 6 | 6 | 4 | 1 | 2 | 3 | 3 | 6 | 3 | 16 | 7 | 8 | 5 | 5 | 5 | 5 | 2 | 4 | 6 | 5 | 2 | AN |  |  | 314   | 4º   |

| 2019 | Moto |   |    |    |   |    |     |   |   |    |    |    |   |     |   |    |   |   |   |   |     |   |   |     |   |   |   |   |    |   |   |   |   |   |   |   |     |     |    |    |  |  |  | Punti | Pos. |
| ---- | ---- | - | -- | -- | - | -- | --- | - | - | -- | -- | -- | - | --- | - | -- | - | - | - | - | --- | - | - | --- | - | - | - | - | -- | - | - | - | - | - | - | - | --- | --- | -- | -- |  |  |  | ----- | ---- |
| 2019 | BMW  | 7 | 11 | 13 | 9 | 10 | Rit | 5 | 5 | 12 | 10 | AN | 7 | Rit | 8 | AN | 5 | 6 | 7 | 2 | Rit | 6 | 2 | Rit | 7 | 4 | 3 | 5 | 13 | 7 | 9 | 3 | 8 | 8 | 7 | 9 | Rit | Rit | 12 | 12 |  |  |  | 223   | 8º   |

| 2020 | Moto |   |   |    |    |   |    |   |   |   |     |    |    |    |   |     |     |   |   |     |    |    |    |    |    |  |  |  |  |  |  |  |  |  |  |  |  |  |  |  |  |  |  | Punti | Pos. |
| ---- | ---- | - | - | -- | -- | - | -- | - | - | - | --- | -- | -- | -- | - | --- | --- | - | - | --- | -- | -- | -- | -- | -- |  |  |  |  |  |  |  |  |  |  |  |  |  |  |  |  |  |  | ----- | ---- |
| 2020 | BMW  | 9 | 6 | 10 | NC | 6 | 11 | 8 | 6 | 7 | Rit | 15 | 12 | 10 | 9 | Rit | Rit | 9 | 5 | Rit | 20 | 10 | 10 | 11 | 10 |  |  |  |  |  |  |  |  |  |  |  |  |  |  |  |  |  |  | 88    | 12º  |

| 2021 | Moto |   |     |   |    |   |   |   |   |    |   |   |   |   |   |    |   |   |   |   |   |   |   |    |    |   |     |     |     |     |     |     |     |     |     |     |     |    |    |   |  |  |  | Punti | Pos. |
| ---- | ---- | - | --- | - | -- | - | - | - | - | -- | - | - | - | - | - | -- | - | - | - | - | - | - | - | -- | -- | - | --- | --- | --- | --- | --- | --- | --- | --- | --- | --- | --- | -- | -- | - |  |  |  | ----- | ---- |
| 2021 | BMW  | 6 | Rit | 4 | 14 | 7 | 8 | 8 | 7 | 12 | 4 | 2 | 3 | 7 | 7 | 15 | 9 | 5 | 9 | 6 | 6 | 5 | 9 | 12 | 10 | 8 | Rit | Rit | Inf | Inf | Inf | Inf | Inf | Inf | Inf | Inf | Inf | 10 | AN | 5 |  |  |  | 184   | 11º  |

| 2023 | Moto           |     |    |     |    |     |    |     |    |    |    |    |     |    |    |    |   |     |     |  |  |  |  |  |  |  |  |  |  |  |  |  |  |  |  |  |  |  |  |  |  |  |  | Punti | Pos. |
| ---- | -------------- | --- | -- | --- | -- | --- | -- | --- | -- | -- | -- | -- | --- | -- | -- | -- | - | --- | --- |  |  |  |  |  |  |  |  |  |  |  |  |  |  |  |  |  |  |  |  |  |  |  |  | ----- | ---- |
| 2023 | Kawasaki e BMW | Rit | 20 | Rit | 18 | Rit | NC | Rit | 19 | 15 | 16 | 19 | Rit | 16 | 20 | 13 | 9 | Rit | Rit |  |  |  |  |  |  |  |  |  |  |  |  |  |  |  |  |  |  |  |  |  |  |  |  | 11    | 20º  |

| Legenda | 1º posto        | 2º posto            | 3º posto           | A punti      | Senza punti        | Grassetto – Pole position Corsivo – Giro più veloce |
| Legenda | Gara non valida | Non qual./Non part. | Ritirato/Non class | Squalificato | '-' Dato non disp. | Grassetto – Pole position Corsivo – Giro più veloce |